# Paso de los Libres
Pour les articles homonymes, voir Paso.
Paso de los Libres est une ville et le chef-lieu du Département homonyme, dans la province de Corrientes en Argentine.
Elle se situe sur la rive droite du Rio Uruguay, en face de la ville brésilienne de Uruguaiana, et constitue le point d'entrée principal du trafic commercial à destination de l'Argentine et en provenance du Brésil.

## Liens externes

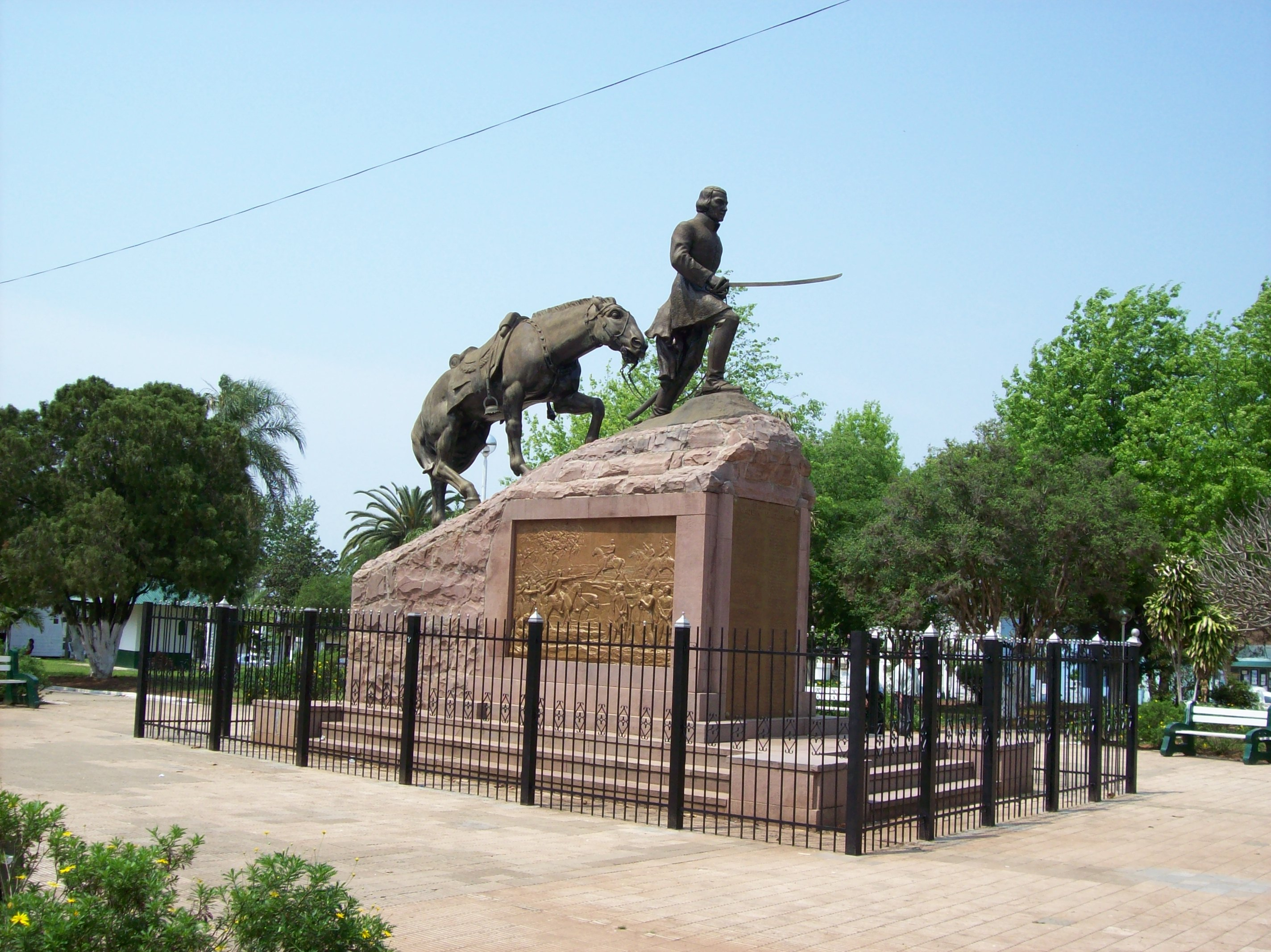
Le monument du général Madariaga